# Юденбург (судебный округ)
Судебный округ Юденбург (нем. Gerichtsbezirk  Judenburg) —  судебный округ в Австрии, в федеральной земле Штирия, вновь образованный с 1 июля 2013 года.
Судебный округ Юденбург включает в себя территориальную юрисдикцию в районном суде Юденбург и подчиняется вышестоящему государственному суду компетентной юрисдикции федеральной земли Штирия — земельному суду в Леобене. С 1 июля 2013 года бывший судебный округ Юденбург вместе с упразднённым судебным округом Книттельфельд в результате объединения реорганизованы в судебный округ Юденбург.
По данным "Географического справочника Штирии (часть 1), 2011.06.30"  население судебного округа в старых границах (приведены данные переписей за 1782-2011гг. и текущий учёт на конец года) было следующим А): "... 1528: *10.000 Komm., 1666: *16.500 Komm., 1772: *19.300 E, 1782: 3339-22.066, 1812: 3494-19.089, 1837: 3428-20.702, 1846: 21.320, 1851: 22.810, 1857: 3931-26.886, 1869: 3823-29.448, 1880: 4019-33.137, 1890: 4167-37.826, 1900: 4180-40.606, 1910: 4304-42.422, 1923: 4437-42.021, 1934: 4498-44.991, 1939: 47.045, 1951: 5559-50.313, 1961: 6740-52.831, 1971: 8563-54.121, 1981: 10.073-52.640, 1991: 11.171-50.112, 2001: 12.494-48.218, 2006: 46.475, 2007: 46.047, 2008: 45.681, 2009: 45.270, 2010: 44.983 (alte Abgrenzung).
Ehem. Bezirke Admontbühel, Fohnsdorf, Frauenburg, Judenburg, Obdach, Oberzeiring, Paradeis,
Reifenstein und Weißkirchen: 1837: 2780-15.610 (KG: vgl. einzelne Bezirke). 751 ¼ Urhuben (K): 377
Ganz-, 206 Dreiviertel-, 293 Halb-, 293 Viertelbauern, 864 Keuschen.
Q Althöfe (bairischer oder slawischer Herkunft): Krawarik, Siedlungsgeschichte (wie Bezirk Liezen), 99
(Karte). – Urhuben: HR aus den oben angegebenen ehem. Bezirken. Eine unsichere Schätzung auf etwa 1600
Urhuben lässt sich überdies aus 22 Einzelangaben (Repr. 27 % der H 1782) ableiten: etwa 450 Urhuben, 1782:
913 H. Der hohe Bestand entspricht vielleicht dem Siedlungsrückgang in Seitentälern und Hanglagen seit dem
Mittelalter und schließt auch Stadt und Märkte nicht aus - 1445: fast zur Gänze durch Angaben für Pfarren
gedeckt. Stadt Judenburg aus 1572. – 1666: HR aus 8 Pfarren (Repr. 66 % der E 1782).
По данным "Географического справочника Штирии (часть 2), 2015.08.31"  население судебного округа в новых границах (приведены данные переписей за 1782-2011гг. и текущий учёт на конец года) было следующим А): "... 1528: *14.850 Komm., 1782: 5309-32.096, 1812: 5723-29.563, 1837: 5411-31.820, 1846: 32.817, 1851: 35.197, 1857: 5928-40.478, 1869: 5831-44.027, 1880: 6103-49.544, 1890: 6414-56.326, 1900: 6458-61.783, 1910: 6735-66.332, 1923: 6981-67.144, 1934: 7258-71.857, 1939: 73.472, 1951: 8642-78.007, 1961: 10.471-81.109, 1971: 13.220-83.658, 1981: 15.581-82.748, 1991: 17.394-79.638, 2001: 19.688-77.877, 2011: 21.102-73.684, 2012: 73.343, 2013: 73.041, 2014: 72.930 (neue Abgrenzung)."
Q Althöfe (bayerischer oder slawischer Herkunft): Krawarik, Siedlungsgeschichte (wie Bezirk Liezen), 99 (Karte).
- Примечание: А) Первый показатель — количество жилых зданий (при его отсутствии — население судебного округа); второй показатель — население судебного округа; Komm. — число причастников.

## История
В результате революции 1848 года в Австрийской империи, которая была направлена в первую очередь против монархического абсолютизма, одним из направлений стало также создание новых административных органов, включая и судебные округа.

### Решение о создании судебного округа
В 1849 году было обнародовано решение Государственной судебной комиссии о создании судебного округа Юденбург. Округ первоначально включал в себя 25 общин (приходов): Allersdorf, Feistritz, Feistritzgraben, Fisching, Fohnsdorf, Frauendorf, Judenburg, Kumpitz, Möschitzgraben, Murdorf, Oberweg, Pichl, Pichlhofen, Pöls, Reifling, Reißstraße, Rothenthurm, Scheiben, Schoberegg, St. Georgen, St. Peter, Unzmarkt, Waltersdorf, Weißkirchen и Wöll.

### Формирование судебного округа
Судебный округ Юденбург сформирован в 1868 году при разделении политической и судебной власти  и  вместе с судебными округами Книттельфельд, Обдах и Оберцайринг вошёл в состав политического округа Юденбург.
В 1874 году от общины Фонсдорф были отделены кадастровые общины Цельтвег и Фаррах (нем. Katastralgemeinden Zeltweg und Farrach) с образованием новой общины Цельтвег
(нем. Gemeinde Zeltweg).
После Первой мировой войны к судебному округу Юденбург были присоединены общины Granitzen, Kienberg, Lavantegg, Obdach, Obdachegg, Prethal и Schwarzenbach от ликвидированного с 1 июня 1923 года судебного округа Обдах.
Во времена реформирования административно-территориального деления в 1948—1970гг. количество общин (муниципалитетов), входящих в судебный округ, уменьшилось с 33 до 17: Amering, Eppenstein, Fohnsdorf, Judenburg, Maria Buch-Feistritz, Obdach, Oberweg, Pöls, Reifling, Reisstraße, St. Anna am Lavantegg, St. Georgen ob Judenburg, St. Peter ob Judenburg, St. Wolfgang-Kienberg, Unzmarkt-Frauenburg, Weißkirchen in Steiermark und Zeltweg. 
Впоследствии федеральное правительство своим указом приняло решение о роспуске судебного округа Оберцайринг с передачей всех судебных полномочий с 1 октября 1976 года в судебный округ Юденбург. С этого момента юрисдикция судебного округа полностью распространилась на весь  политической округ Юденбург. В связи с этими событиями судебный округ Юденбург пополнился следующими общинами (муниципалитетами) из расформированного судебного округа Оберцайринг: Bretstein, Hohentauern, Oberkurzheim, Oberzeiring, Pusterwald, St. Johann am Tauern и St. Oswald-Möderbrugg.
До 1 января 2012 года судебному округу был присвоен официальный кодовый номер — 6081.
В связи с созданием политического округа Мурталь с 1 января 2012 года судебному округу был присвоен новый кодовый номер — 6201.
Правительство Штирии, продолжая проводить административное и судебное реформирование в федеральной земле, с 1 июля 2013 года к судебному округу Юденбург присоединило 14 политических общин ликвидированного судебного округа Книттельфельд и его юрисдикция полностью распространилась на весь политический округ Мурталь.

## Состав судебного округа
На 1 июля 2013 года в судебный округ входило 38 общин:
- 62001 * 60801 Amering
- 62002 * 60901 Apfelberg
- 62003 * 60802 Bretstein
- 62004 * 60803 Eppenstein
- 62005 * 60902 Feistritz bei Knittelfeld
- 62006 * 60903 Flatschach
- 62007 * 60804 Fohnsdorf
- 62008 * 60904 Gaal
- 62009 * 60905 Großlobming
- 62010 * 60805 Hohentauern
- 62011 * 60806 Judenburg
- 62012 * 60906 Kleinlobming
- 62013 * 60907 Knittelfeld
- 62014 * 60908 Kobenz
- 62015 * 60809 Maria Buch-Feistritz
- 62016 * 60810 Obdach
- 62017 * 60811 Oberkurzheim
- 62018 * 60812 Oberweg
- 62019 * 60813 Oberzeiring
- 62020 * 60814 Pöls
- 62021 * 60815 Pusterwald
- 62022 * 60909 Rachau
- 62023 * 60816 Reifling
- 62024 * 60817 Reisstraße
- 62025 * 60808 Sankt Anna am Lavantegg
- 62026 * 60818 Sankt Georgen ob Judenburg
- 62027 * 60819 Sankt Johann am Tauern
- 62028 * 60910 Sankt Lorenzen bei Knittelfeld
- 62029 * 60911 Sankt Marein bei Knittelfeld
- 62030 * 60912 Sankt Margarethen bei Knittelfeld
- 62031 * 60820 Sankt Oswald-Möderbrugg
- 62032 * 60821 Sankt Peter ob Judenburg
- 62033 * 60807 Sankt Wolfgang-Kienberg
- 62034 * 60913 Seckau
- 62035 * 60914 Spielberg
- 62036 * 60822 Unzmarkt-Frauenburg
- 62037 * 60823 Weißkirchen in Steiermark
- 62038 * 60824 Zeltweg

В дальнейшем, из-за муниципальной структурной реформы, на основании постановления правительства Штирии „Bezirksgerichte-Verordnung Steiermark 2015“ с 1 января 2015 года были внесены изменения и пересмотрены полномочия окружного суда.
В связи со структурной реформой административно-территориального деления в Штирии с 1 января 2015 года число политических общин (муниципалитетов) в территориальной юрисдикции окружного суда уменьшилось до 20:
- 62048 ★ M ★ Вайскирхен-ин-Штайермарк (Weißkirchen in Steiermark) — (4 883)
- 62008 ★ L ★ Галь (Gaal) — (1 428)
- 62039 ★ L ★ Грослобминг (Großlobming) — (1 803)
- 62034 ★ M ★ Зеккау (Seckau) — (1 303)
- 62041 ★ S ★ Книттельфельд (Knittelfeld) — (12 546)
- 62014 ★ M ★ Кобенц (Kobenz) — (1 839)
- 62042 ★ M ★ Обдах (Obdach) — (3 875)
- 62043 ★ M ★ Пёльс—Оберкурцхайм (Pöls-Oberkurzheim) — (3 047)
- 62044 ★ M ★ Пёльсталь (Pölstal) — (2 744)
- 62021 ★ L ★ Пустервальд (Pusterwald) — (478)
- 62086 ★ L ★ Санкт-Георген-об-Юденбург (Sankt Georgen ob Judenburg) — (870)
- 62045 ★ L ★ Санкт-Марайн-Файстриц (Sankt Marein-Feistritz) — (2 026)
- 62046 ★ L ★ Санкт-Маргаретен-бай-Книттельфельд (Sankt Margarethen bei Knittelfeld) — (2 705)
- 62032 ★ L ★ Санкт-Петер-об-Юденбург (Sankt Peter ob Judenburg) — (1 108)
- 62036 ★ M ★ Унцмаркт-Фрауэнбург (Unzmarkt-Frauenburg) — (1 378)
- 62007 ★ L ★ Фонсдорф (Fohnsdorf) — (7 770)
- 62010 ★ L ★ Хоэнтауэрн (Hohentauern) — (433)
- 62038 ★ S ★ Цельтвег (Zeltweg) — (7 329)
- 62047 ★ S ★ Шпильберг (Spielberg) — (5 293)
- 62040 ★ S ★ Юденбург (Judenburg) — (10 072)

Территориально с 1 июля 2013 года судебный округ Юденбург полностью совпадает с политическим округом Мурталь.

## Внешние ссылки
- Немецко-русский переводчик, Google

## Лицензия
- Лицензия: Namensnennung 3.0 Österreich (CC BY 3.0 AT) (нем.)